# 김중명
김중명(金重明, キム チュンミョン, 1956년~)는, 일본의 재일교포 소설가, 번역가이다.

## 약력
일본 도쿄도 출생이나 태생은 원래 한국의 제주특별자치도 서귀포시 법환동으로 알려졌다.
도쿄 대학, 오사카 외국어대학 한국어학과를 중퇴하였다. 후에 한국의 동아일보와의 인터뷰에서 「재일교포는 대학을 졸업한다 하더라도 어차피 좋은 직장을 얻기는 힘들다」는 생각이 들었다고 술회하였다. 이후 학원 강사와 번역 등으로 생활해 왔으며, 한국의 제주특별자치도의 지방지인 제민일보 일본판 편집장을 맡고 나서 삶이 좀 안정되었다고 하였다.
1997년 『산학무예첩』(算学武芸帖)으로 일본 아사히신인문학상을 수상하였다. 김중명은 본작에 대해 「자신의 뿌리에 대한 관심으로 94년 4월부터 작년 11월까지 한국에 머무는 동안 집필하였다」고 밝히고 있다. 이후에 집필하게 되는 장보고를 주인공으로 하는 『장보고의 백성』 역시 자이니치인 작가 자신의 경험이 담겨있다.
2005년 『탐라전기 삼별초』(耽羅戦記三別抄)로 역사문학상, 2014년에는 『열세 살 딸에게 가르치는 갈루아 이론』(13歳の娘に語るガロアの数学)에서 2014년도 일본수학회 출판상을 수상하였다. 
한국사에만 그치지 않고 임진왜란을 그린 『반역과 의리』(叛と義と), 다이라노 마사카도의 난과 후지와라노 스미토모의 난을 그린 『큰 바다로 나아가고자』(巨海に出んと欲す), 구스노키 마사시게를 그린 『악당의 싸움』(悪党の戦), 안도 지카스에(安東愛季)를 주인공으로 하는 『북쪽 하늘의 큰 별』(北天の巨星)도 집필하였다. 한국어 저서의 번역도 활발히 행하고 있다. 제민일보가 펴낸 『4.3은 말한다』 1~4권을 일본어로 번역하여 일본과 재일동포 사회에 제주 4·3 사건의 진실을 소개하기도 하였으며, 일본내 제주 출신 자이니치 인사들과 함께 '4.3사건을 생각하는 모임'을 만들어 제주4.3사건의 진상규명 활동에도 적극적으로 참여하고 있다.
또한 수학에도 많은 관심을 보여 『열세 살 딸에게 가르치는 갈루아 이론』『열세 살 딸에게 가르치는 가우스의 황금정리』 등의 수학 관련 서적을 집필하기도 하였다. 김중명의 작품 가운데 하나인 『무진산학전기』(戊辰算学戦記)는 막부 말기 무진전쟁을 수학을 주요 테마로 바라본 작품이기도 하다.
그 후 동학농민혁명을 중심으로 그 시대의 한중일 3개국의 동태를 그린 200자 원고용지 3,000장의 대작  『소설 청일전쟁 / 갑오년의 봉기』(小説日清戦争　/　甲午の年の蜂起) 가게서방（影書房）를 발표했다.
또 제주 43사건 발발시의 김익렬장군을 그린 소설 『배신당한 협상』 (보고사)을 한국어로 발간했다.

## 저서
- 『대국수』(원제: 幻の大国手) 신쇼샤(新幹社) 1990년
- 『산학무예장』(원제: 算学武芸帳) 아사히 신문사 1997년 노치문고
- 『무진산학전기』(戊辰算学戦記) 아사히신문사 1999년
- 『장보고의 백성들』(원제: 皐の民) 고단샤 2000년
  - 2006년 벤세이 출판에서 펴낸 《(자이니치) 문학전집》제13권에 수록되었다.
- 『큰 바다로 나아가고자』(巨海に出んと欲す) 고단샤 2003년
- 『김중명 ・ 김재남』(金重明・金在南, (자이니치) 문학전집 제13권) 벤세이 출판(勉誠出版) 2006년
- 『항몽의 오름 삼별초 탐라전기』(抗蒙の丘[3] 三別抄耽羅戦記) 신인물왕래사(新人物往来社) 2006년
- 『반역과 의리』(叛と義と) 신인물왕래사 2008년
- 『악당의 전쟁』(悪党の戦) 고단샤 2009년
- 『북쪽 하늘의 큰 별』(원제: 北天の巨星) 고단샤 2010년
- 『열세 살 딸에게 가르치는 갈루아 이론』(13歳の娘に語るガロアの数学) 이와나미 서점 2011년
- 『열세 살 딸에게 가르치는 가우스의 황금 법칙』(13歳の娘に語るガウスの黄金定理) 이와나미 서점 2013년
  - 본서는 2014년과 2019년에 『수학왕 가우스의 황금정리』라는 제목으로 한국에 번역 출간되었으며, 2021년에 다시 『천재 수학자 가우스가 들려주는 수학』이라는 제목으로 출간되었다. 출판사는 모두 지브레인으로 동일하다.[4]
- 『이야기로 보는 조선 왕조의 멸망』(物語 朝鮮王朝の滅亡) 이와나미 서점 2013년
- 『열세 살 딸에게 가르치는 아르키메데스의 무한소』(13歳の娘に語るアルキメデスの無限小) 이와나미 서점 2014년
- 『구경꾼 입시 수학 문제에 감춰진 맛의 단지』(やじうま入試数学 問題に秘められた味わいのツボ) 고단샤 블루백스 2015
- 『방정식의 갈루아군』(方程式のガロア群) 고단샤 블루백스 2018
- 『소설 청일전쟁 / 갑오년의 봉기』(小説日清戦争　/　甲午の年の蜂起) 가게서방（影書房） 2018
- 『배신당한 협상』 보고사 2021년

### 번역
- 김민기 김창남 편 『김민기』(キム・ミンギ 韓国民衆歌謡の「希望」と「壁」) 신칸샤(新幹社) 1987년
- 「제민일보」 4 · 3 취재반 『제주 4 · 3 사건』(済州島四・三事件) 전4권 (문경수, 박향구, 문순실 공동 번역) 신칸샤 1994년 ~ 1998년
- 엄상익 『피고인 각하』(被告人閣下 全斗煥・盧泰愚裁判傍聴記) 문예춘추 1997년
- 모모세 다다시(百瀬格) 『한국이 죽어도 일본을 따라잡을 수 없는 18가지 이유』(韓国が死んでも日本に追いつけない18の理由) 문예춘추 1998년 노치문고
- 정석화, 강제규 『쉬리』(ソウル潜入爆破指令) 문춘문고 1999년
- 모모세 다다시 『역시 한국이 죽어도 일본을 따라잡을 수 없는 18가지 이유』(やっぱり韓国が死んでも日本に追いつけない18の理由) 문예춘추 1999년
- 김민기 『지하철 1호선』(地下鉄1号線) 신칸샤 2001년
- 박상연 『JSA 공동경비구역』(JSA  共同警備区域) 문춘문고 2001년
- 홍하상 『곧 중국이 세계를 제패! 중국 회사를 움직이는 10 대 기업의 야망과 전략』(やがて中国が世界を制覇する! 中国株を動かす10大企業の野望と戦略) 廣済堂出版 2002년
- 곽경택 『친구』(友へ チング) 문춘문고 2002년
- 이지선 『지선아 사랑해』(チソン、愛してるよ。) 아스펙트 2004년
- 최호연 『여름 향기』(夏の香り) 다케쇼보 2004년 노치문고
- 박혜경 외 각본 『천국의 계단』  카도카와 서점 2004년 노치문고
- 김영현 우현옥 『동화 대장금』(宮廷女官チャングム) PHP연구소 2005년
- 김정현 『아버지』(父のいた日々) 소프트뱅크문고 2005년
- 이지선 『오늘도 행복합니다』(きょうも幸せです。) 아스펙트 2006년
- 김이영 정재인 『소설 동이』 키네마 준보샤(キネマ旬報社) 2011년
- 김정민, 조전주, 김욱, 이용연 『소설 공주의 남자』(王女の男) 키네마 준보샤 2012년
- 오수연 원작 『사랑비』(ラブレイン＝LOVE RAIN, 노벨 라이즈) 키네마 준보샤 2012년
- 박영규 『한국대통령실록』(韓国大統領実録) 키네마 준보샤 2015년
- 장영철, 정경순 『소설 기황후』 고단샤 2015